# Pleșești (gmina Berca)
Pleșești – wieś w Rumunii, w okręgu Buzău, w gminie Berca. W 2011 roku liczyła 913 mieszkańców. 